# شمعدانیان
تیره شمعدانی یا قیطران (geraniacea) تیره‌ای از گیاهان گلدار که از راسته شمعدانی‌ها می‌باشند. برگها و گل آن مانند گل عطری است، ولی ساقه‌های آن ضخیم و بسیار بلند و بوی آن متعفن می‌باشد. این گیاه در غالب نقاط اروپا و شمال آفریقا و آسیا (از جمله ایران ) می‌روید. سرده شمعدانی از جمله این تیره از گیاهان است.

## نگارخانه

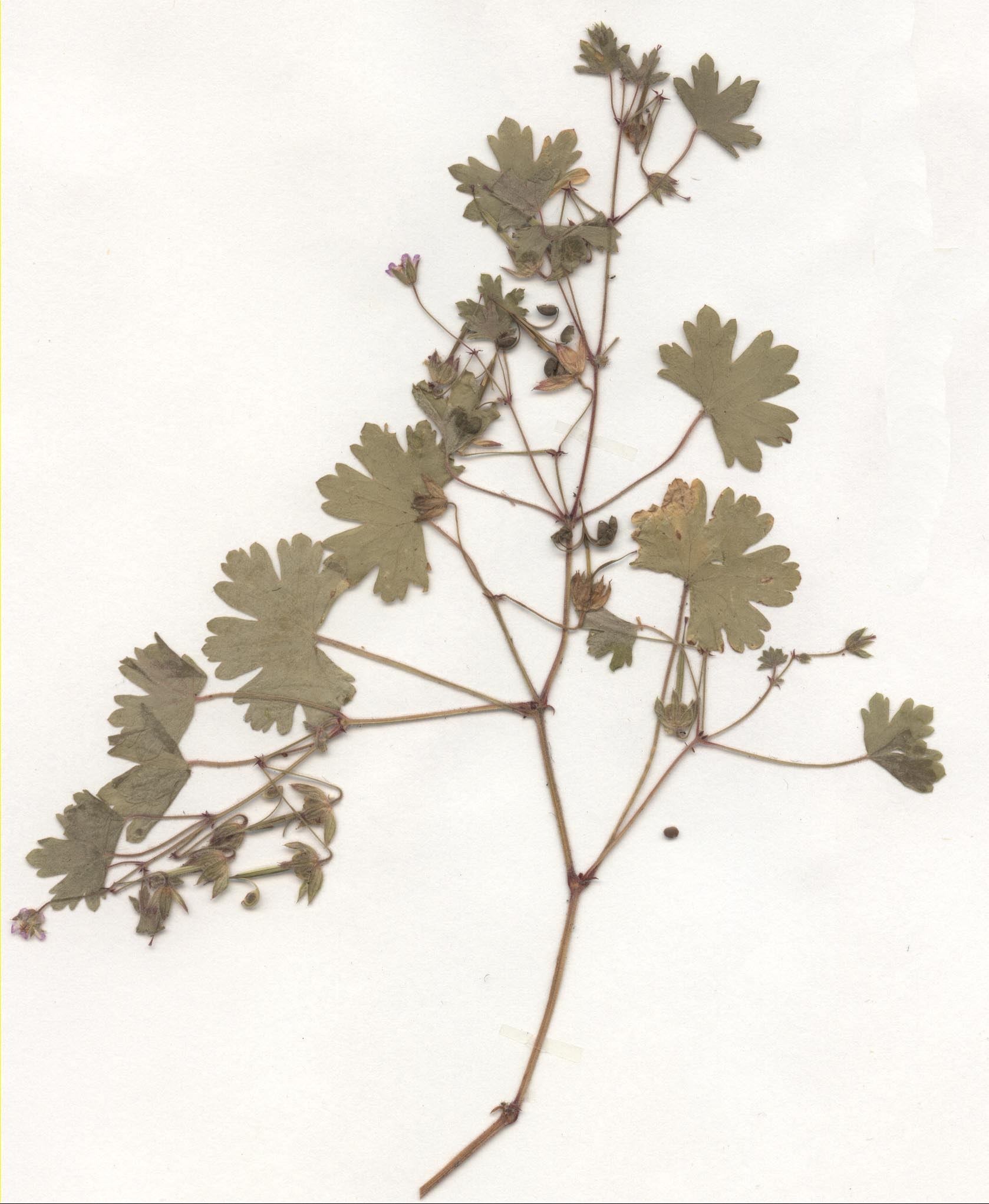
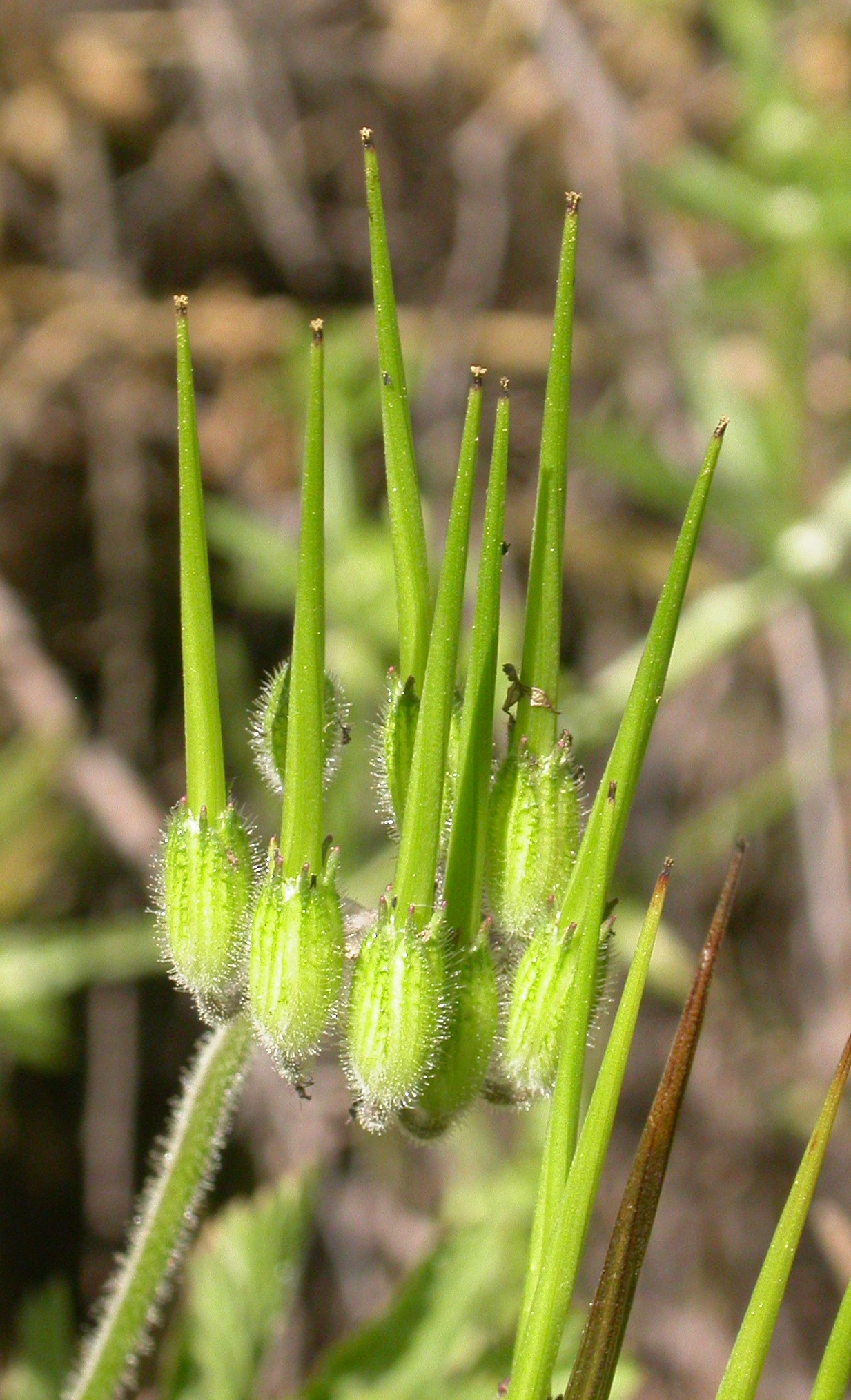
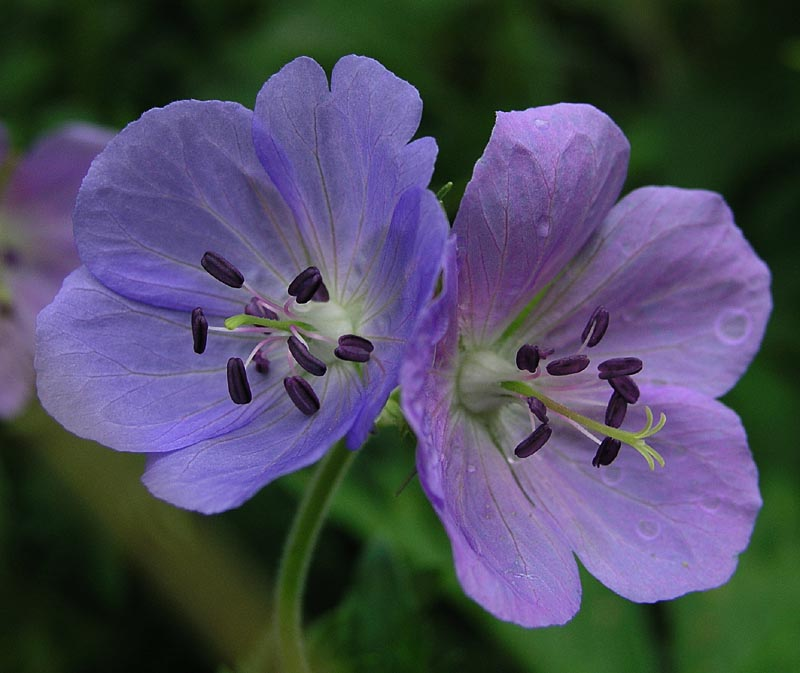
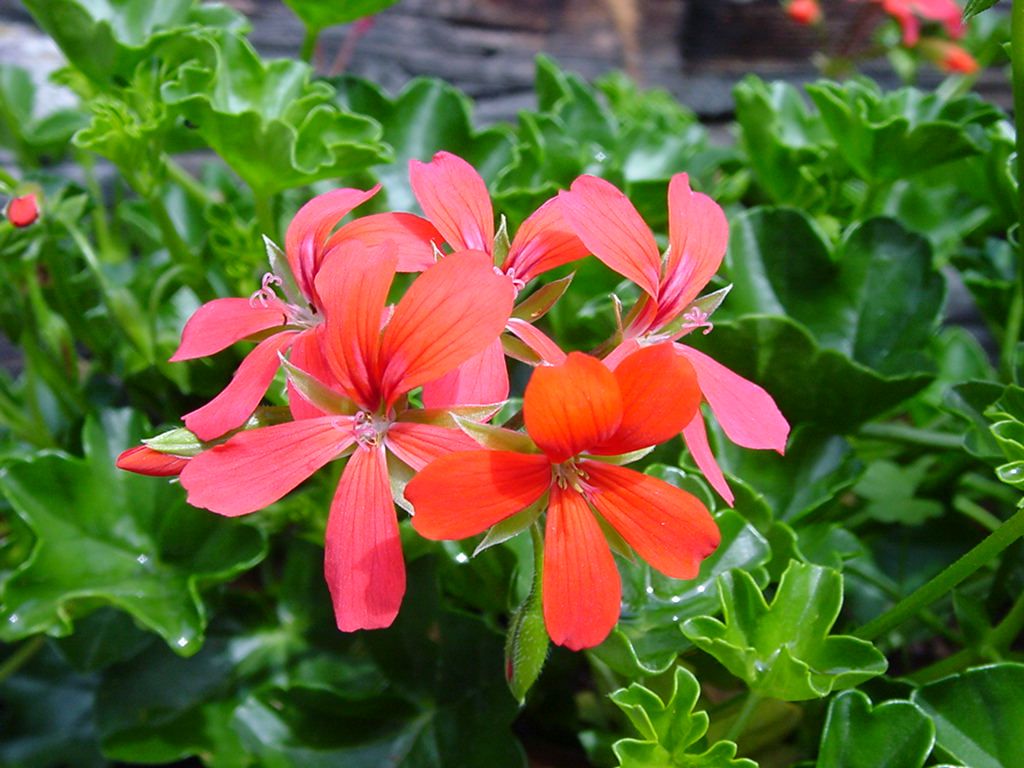
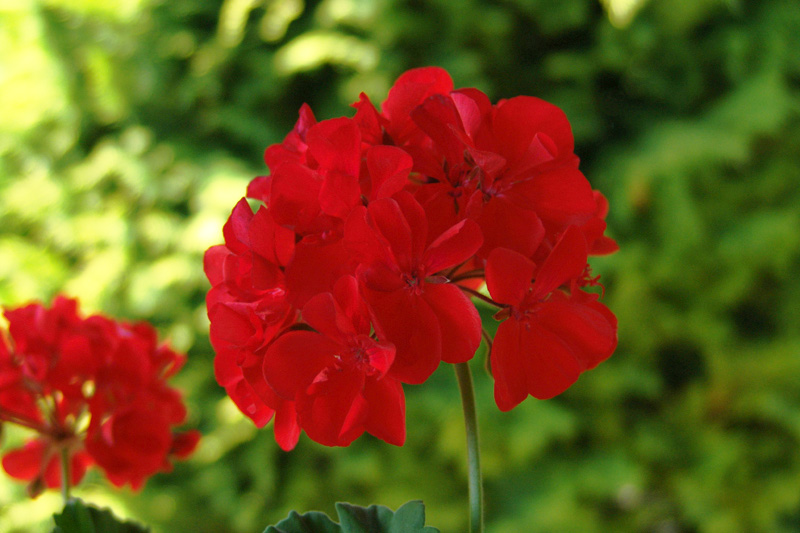
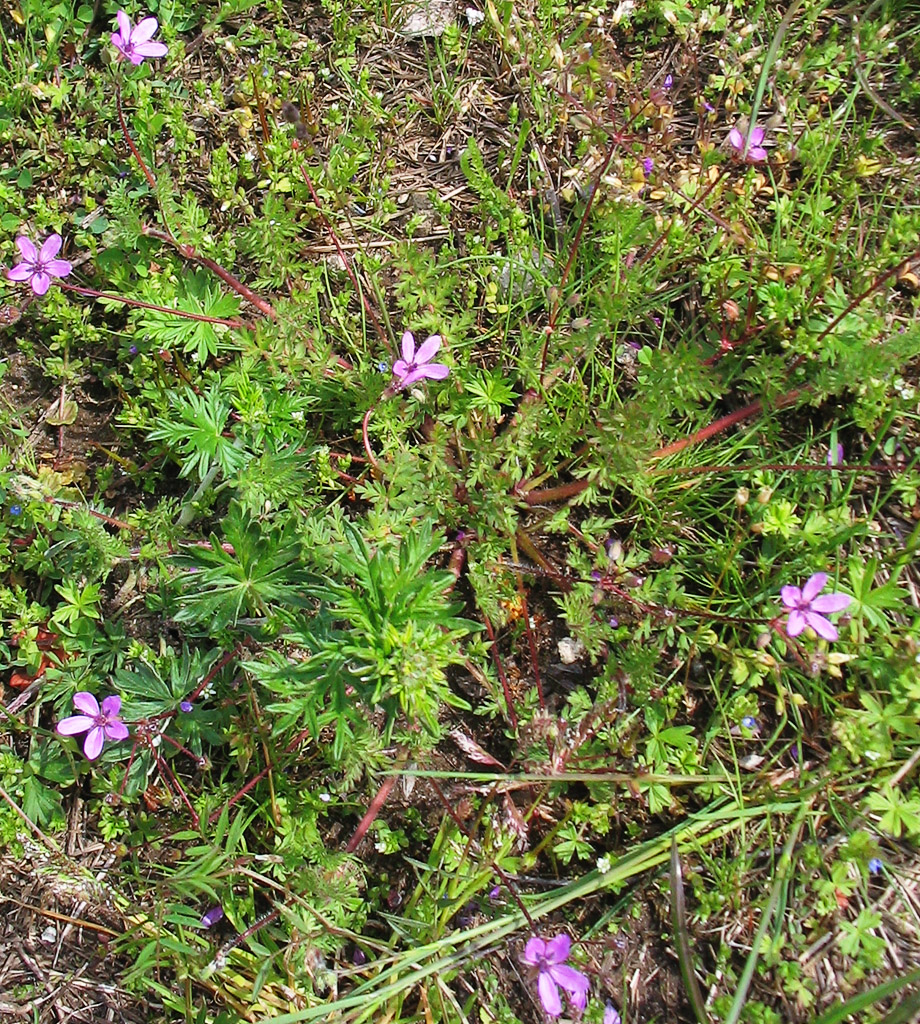
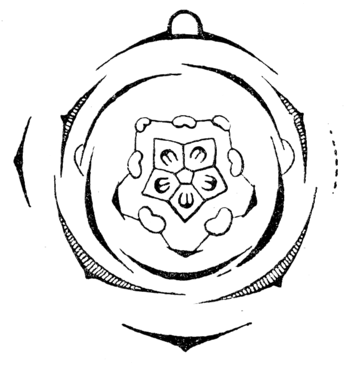
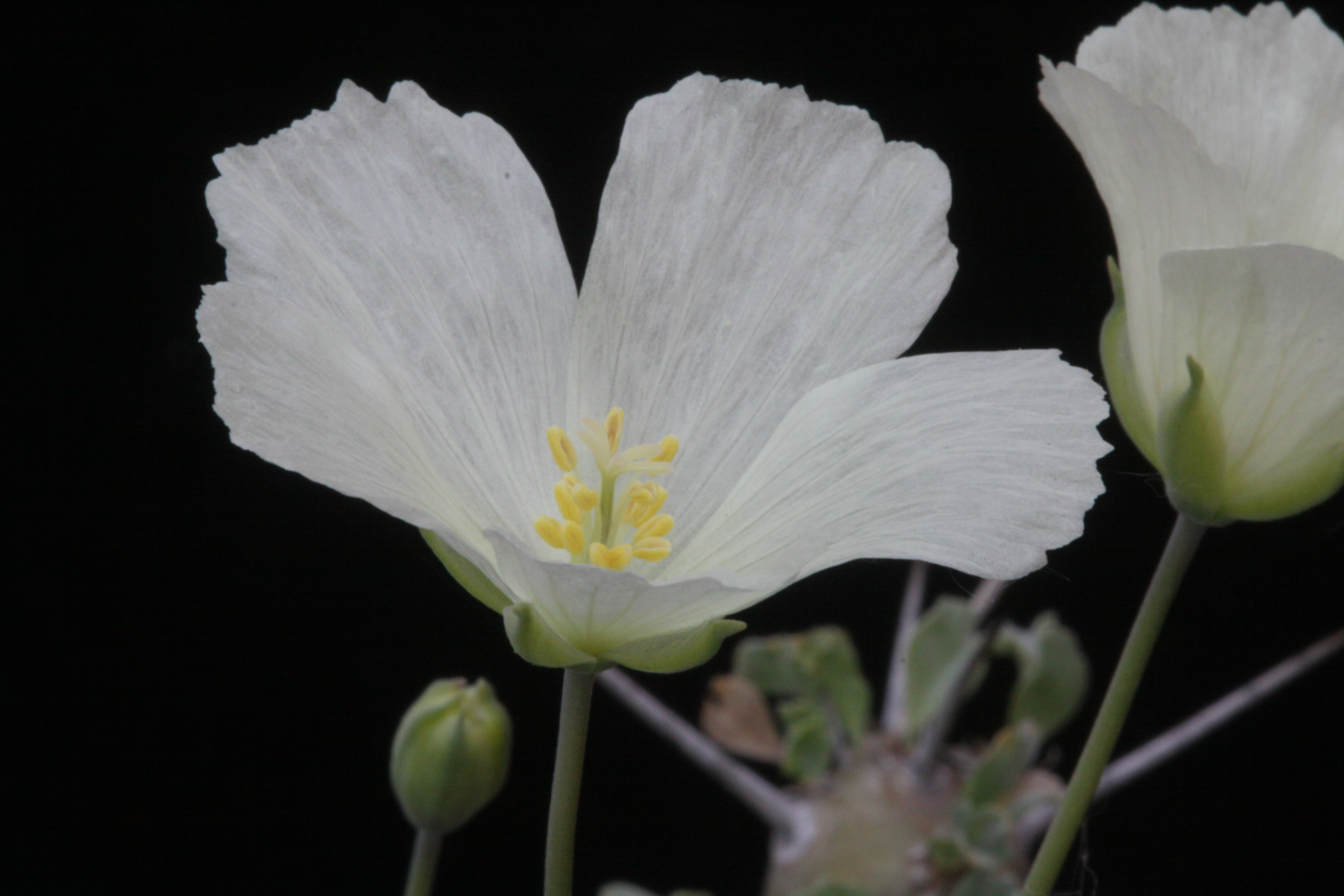